# 3-Méthylbutan-1-ol
Le 3-méthylbutan-1-ol est un alcool primaire parfois appelé alcool isoamylique et pouvant servir dans une réaction d'esterification avec l'acide acétique afin de donner de l'acétate d'isoamyle ou arôme synthétique de banane.